# NGC 5592
NGC 5592 (również PGC 51428) – galaktyka spiralna z poprzeczką (SBbc), znajdująca się w gwiazdozbiorze Hydry. Odkrył ją William Herschel 5 maja 1793 roku.